# Latil

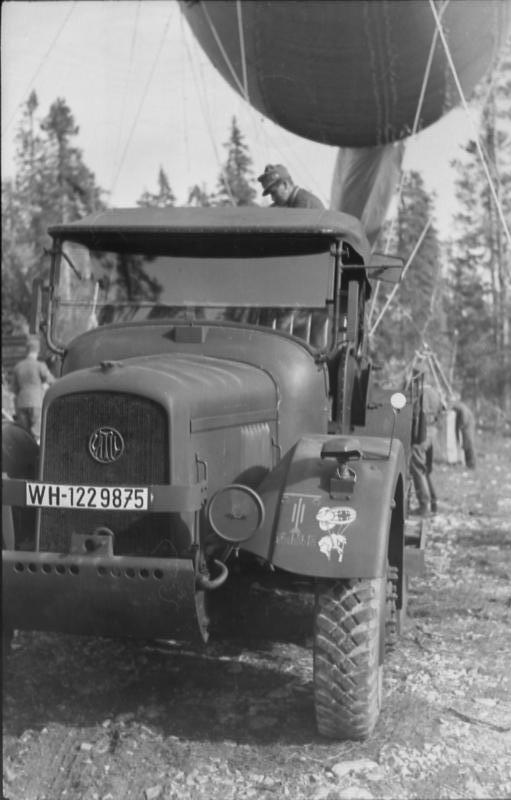
Latil-fordon under andra världskriget.

Latil var en fransk person- och lastbilstillverkare mellan 1914 och 1957. Latil gick upp i Saviem 1955.